# Jonathan López (calciatore 1981)
Jonathan López Pérez (Riaño, 16 aprile 1981) è un ex calciatore spagnolo, di ruolo portiere.